# روبن بيكر (مؤرخ)
روبن بيكر (بالإنجليزية: Robin Baker)‏ هو مؤرخ بريطاني، ولد في 4 أكتوبر 1953.